# Bloqueo mental
El bloqueo mental es la supresión o la represión incontrolable de pensamientos o recuerdos dolorosos y no deseados. También puede manifestarse en la incapacidad de continuar o terminar una idea, como ocurre en el caso del bloqueo del escritor. En dicho caso, muchas personas aconsejan tomarse un descanso y revisar el tema. Otro método es la repetición, el cual se usa en personas con bloqueos mentales cuando están aprendiendo información nueva. Un fenómeno similar ocurre cuando alguien no puede resolver un problema matemático que, por lo general, considera fácil. Los bloqueos mentales pueden deberse a discapacidades físicas o simplemente a la falta de concentración, por lo general, también se usan al describir una discapacidad temporal para recordar un nombre u otra información. El cese repentino del habla o de un pensamiento sin una causa que se observe de forma inmediata, a veces, se considera una consecuencia de la represión. El bloqueo mental puede ser un mecanismo de defensa contra enfermedades mentales, tales como, la histeria, la neurosis y la falta de patología.
Puede ocurrirle a cualquier persona, no obstante, algunas personas con autismo son proclives a padecer bloqueos mentales, de un modo particular si la condición no es adecuadamente canalizada y tratada y además si se inculca un estilo educativo estricto y autoritario basado en normas rígidas y severos castigos. Ello también puede lesionar severamente e incluso minar la autoestima.

## Olvido incidental
La curva del olvido podría estar asociada con el bloqueo mental, Ebbinghaus fue el primero en describir la curva del olvido como la pérdida natural de la retención de memoria que ocurre con el paso del tiempo. Los recuerdos también pueden desaparecer conforme avanzan los años, según la teoría de Trace Decay, corresponde al debilitamiento de la memoria a través del tiempo. Este tipo de deterioro proviene tanto de la memoria visual como también verbal. A pesar de que los mecanismos detonantes se deterioran, parte de la información permanece almacenada. La interferencia corresponde al fenómeno que explica que un recuerdo puede ser distorsionado debido a la existencia de recuerdos relacionados cuando se trata de recuperarlos.

## Bloqueo por asociación
El bloqueo por asociación se explica como los efectos de una interferencia durante el proceso de recuperación. El bloqueo por asociación puede generarse debido a que no se entienden las señales de un objetivo específico, esto se debe a que la señal está siendo reemplazada por una nueva, la cual que se hace más fuerte, lo que provoca que la señal inicial se deteriore porque cada recuerdo de forma independiente compite para obtener el primer acceso a la conciencia cuando se presenta la señal compartida.

## Desaprendizaje
El desaprendizaje está asociado a dos estímulos que están conectados a un rastro de recuerdos, el rastro se debilita porque no se puede acceder a él con la frecuencia suficiente. Cuando se intenta recuperar dicho recuerdo, se produce un error que ocurre cuando se presenta una entrada diferente.

## Olvido motivado
El olvido dirigido es otro nombre que se usa para denominar al olvido motivado, lo que significa que uno olvida de forma consciente cualquier experiencia reciente no deseada.
La función ejecutiva se conoce como la capacidad de acceder a los pensamientos y recuerdos, pero también como la capacidad de tener control sobre los pensamientos no deseados que surgen del inconsciente. Este tipo de supresión puede vincularse con el paradigma de pensar y no pensar (TNT), que es una práctica que está diseñada para recordarnos experiencias de vida no deseadas las cuales llevan a sentimientos no deseados, como la primera desilusión amorosa que trataríamos de no recordar.
Además, la represión es una teoría de Freud que propone que es un mecanismo de defensa que destruye sentimientos, ideas y recuerdos no deseados alojados en el inconsciente. Este mecanismo de defensa se debe al intento que se realiza para sanar y eliminar el daño psicológico.